# Egészségügyi szűrés
Az egészségügyi szűrés olyan vizsgálat, amely a panaszmentes elváltozások kimutatására irányul, a súlyos betegségek korai felismerésére szolgál.

## Egyéni szűrés
Egy-egy betegnél végzett vizsgálat, melynek célja az egyénnél várhatóan fellépő, de eddig még nem jelentkezett betegség felismerése. Például cukorbetegeknél a szem és/vagy lábelváltozások, fokozott lelki terhelés alatt állóknál idegesség, szívbetegség, poros munkahelyen dolgozóknál tüdőbetegség.

## Tömeges lakosságszűrés
A teljes lakosság, vagy annak egy-egy meghatározott csoportja körében az egyéni kockázattól függetlenül végzett vizsgálat, mely korcsoportokra és/vagy földrajzi egységekre korlátozódhat. Például tüdőszűrés azon megyékben, melyekben az új gümőkóros esetek száma bizonyos gyakoriságot meghalad.

## Célzott szűrés
A lakosság egyes kockázati csoportjainak a vizsgálata. Ilyen az egyes sajátos lakóhelyek okozta betegségek fellelése, például jódhiányos vidékeken a golyvás betegek felismerése, vagy az egyes foglalkoztatottakat veszélyeztető betegségek szűrése: például ápolók fertőző májgyulladásának keresése.

## Összetett (komplex) szűrés
A lakosok egy csoportjánál egy megjelenés alkalmával több betegség felismerésére végzett vizsgálat. Ilyen a háziorvosok által évente végzett felülvizsgálat, vagy egyes cégeknél az alkalmazottak egy körének juttatásként biztosított vizsgálatcsokor.

## Fordítás
- Ez a szócikk részben vagy egészben  a   Screening (medicine) című angol Wikipédia-szócikk fordításán alapul.  Az eredeti cikk szerkesztőit annak laptörténete sorolja fel. Ez a jelzés csupán a megfogalmazás eredetét és a szerzői jogokat jelzi, nem szolgál a cikkben szereplő információk forrásmegjelöléseként.